# Apeadero Bancalari R
Bancalari R es un apeadero ferroviario ubicado en el barrio homónimo, en la localidad de Victoria, en el partido de San Fernando, Gran Buenos Aires, Argentina.

## Servicios
Es una estación intermedia del servicio diésel interurbano del Ferrocarril General Bartolomé Mitre, servido entre las estaciones Villa Ballester y Zárate.
Existe un empalme que vincula este ramal con el que une Capilla del Señor y Victoria, el cual fue desafectado hace tiempo y sus rieles retirados por la entonces concesionaria TBA. En mayo de 2021 se inició su reconstrucción, la que finalizó  en julio. El objetivo principal de esta conexión es facilitar el traslado interno de formaciones entre los talleres de Victoria y José León Suárez, dejando de lado temporariamente la reconstrucción de Bancalari C.
Bajo la concesión de TBA el ramal hacia Zárate disponía de 15 servicios diarios, con trenes en muy mal estado (ya que más de uno le faltaban vidrios en las ventanillas).
En la actualidad, bajo la órbita de Trenes Argentinos, todos los trenes se encuentran en buen estado, limpios, con todos sus vidrios, cuentan con seguridad de PFA que viaja en uno de los coches en todo el recorrido. Los servicios de trenes que llegan a la estación son 20 servicios diarios de ida y 20 servicios de vuelta (con frecuencia de 23 minutos), los días de semana. Los sábados, tiene 16 servicios de ida y 16 servicios de vuelta, pero con frecuencia 33 min entre tren. Y los domingos, tiene 12 servicios, con frecuencia de 1:30hs. entre tren.
- Se encuentra próxima al cruce del Ferrocarril Belgrano Norte y al importante enclave vial de la Ruta Panamericana y el Camino Parque del Buen Ayre.